# 张敬业
张敬业，清朝人，是一名清朝政治人物。
张敬业曾于1814年接替仇晋任青浦县知县一职，1815年由马昭援接任。